# دنيصر

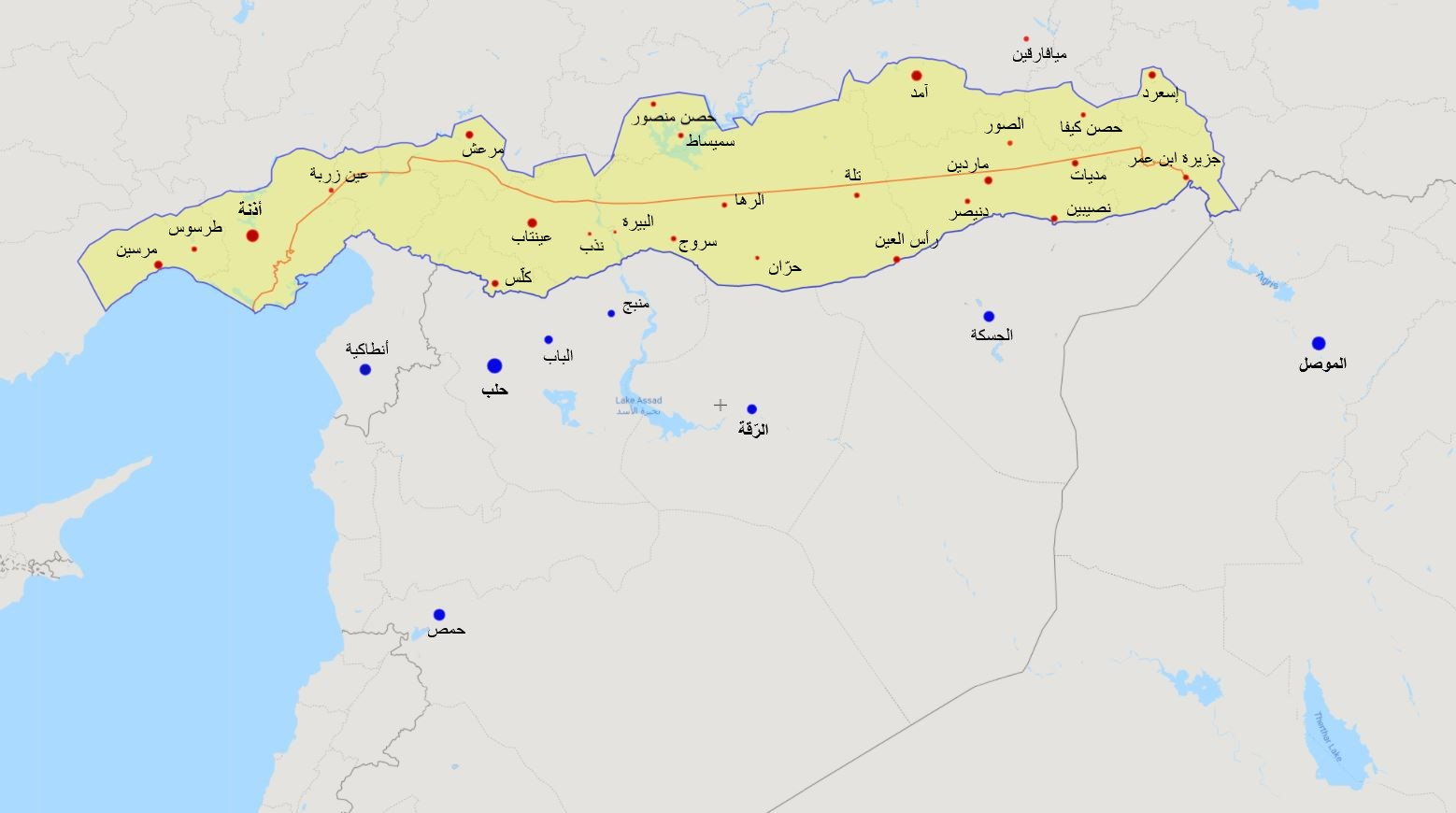
دنيصر ضمن مدن الأقاليم السورية الشمالية في المنطقة المظللة بالأصفر

دُنَيصَر أو دنيسر (بالكردية: Qoser؛ بالتركية: Kızıltepe؛ بالتركية العثمانية: تل أرمن؛ وتُعرف أيضًا بـ قوج حصار) هي بلدة ومديرية تابعة لولاية ماردين في جنوب شرق تركيا. يقطنها بشكلٍ رئيسي الكُرد من قبيلة كيكان، بالإضافة إلى العرب والأتراك والشركس.
شهدت دنيصر اشتباكات بين المحتجين الكرد وشرطة مكافحة الشغب التركية في عام 2006، وفُرض فيها حظر التجول. صوت %86,4 من سكان المديرية لحزب الشعوب الديموقراطي الممثل للأقلية الكردية في الانتخابات العامة في يونيو 2015.
سجلت بلدة دنيصر الرقم القياسي لأعلى درجة حرارة سجلت في تركيا بدرجة مئوية وصلت إلى +48.8 في 14 أغسطس 1993.
هي إحدى مدن الأقاليم السورية الشمالية التي اقتطعت من سوريا وضمت إلى تركيا في معاهدة لوزان عام 1923.

قال عنها ابن جبير:

## أعلام
- أوكان ألكان